# David Brown Ltd.
A David Brown Engineering Limited é uma empresa inglesa de engenharia, que atua principalmente na fabricação de engrenagens e caixas de marchas. Sua principal fábrica de equipamentos para engrenagens fica em Swan Lane, Lockwood, Huddersfield, adjacente à estação ferroviária de Lockwood. A empresa leva o nome de seu fundador, David Brown, embora esteja mais intimamente associada ao seu neto, Sir David Brown (1904–1993).
Fundada em 1860 como uma empresa de fabricação padronizada, em 1873, David Brown começou a se concentrar em sistemas de engrenagens e em 1898 era especializado em engrenagens cortadas à máquina.
A empresa mudou-se em 1902 para a Park Works em Huddersfield, onde a empresa está sediada hoje.
A empresa comprou a fabricante de automóveis Aston Martin em 1947 e a Lagonda em 1948. Ambas as montadoras foram vendidas em 1972 para a Company Developments Limited, quando a Aston Martin estava com problemas financeiros, por um valor nominal de 100 libras.